# Infurcitinea albanica
Infurcitinea albanica is een vlinder uit de familie echte motten (Tineidae). De wetenschappelijke naam is voor het eerst geldig gepubliceerd in 1963 door Petersen.
De soort komt voor in Europa.